# Complexo Naval de Itaguaí
O Complexo Naval de Itaguaí (CNI) é uma base de construção, manutenção e operação de submarinos da Marinha do Brasil na baía de Sepetiba, município de Itaguaí, Rio de Janeiro. Ele consiste numa Unidade de Fabricação de Estruturas Metálicas (UFEM) e um Estaleiro e Base Naval (EBN), no qual está a Base de Submarinos da Ilha da Madeira (BSIM), sede do Comando da Força de Submarinos da Marinha. As atividades industriais e de construção são um encargo da Itaguaí Construções Navais (ICN), uma sociedade de propósito específico constituída pela Odebrecht, Naval Group (antiga DCNS) e Marinha.
O projeto do CNI foi um dos componentes do Programa de Desenvolvimento de Submarinos (ProSub) da Marinha do Brasil, iniciado em 2008 para construir submarinos convencionais e nucleares com transferência de tecnologia francesa. Previu-se que as embarcações seriam montadas e sediadas numa nova base, fora das anteriores na baía da Guanabara. As obras, iniciadas em 2010, foram atrasadas pela crise econômica de meados da década e maculadas por acusações de corrupção. Em 2024 o projeto alcançou 77% da meta física, com conclusão prevista para 2031. Ainda assim, o complexo já está operacional, tendo construído e lançado ao mar vários submarinos da classe Riachuelo.
A construção dos submarinos tem início na Nuclebrás Equipamentos Pesados (Nuclep), exterior ao complexo, mas vizinha imediata à UFEM. As seções de casco são forjadas na Nuclep, preenchidas na UFEM e unificadas no estaleiro de construção da EBN, na área sul do complexo. A área sul também inclui ancoradouros para até dez submarinos, um estaleiro de manutenção e um elevador de submarinos. Entre a UFEM e a área sul está a área norte, que é separada da área sul por um túnel de 703 metros de comprimento. A área norte contém serviços de apoio e portaria. O complexo inteiro — UFEM, área norte a área sul — chega a 750 mil metros de extensão e foi projetado para uma força de trabalho de cerca de cinco mil militares e funcionários civis.

## História
As primeiras propostas para um complexo naval e industrial na região do atual CNI datam do início do século XX. No período entre as administrações de Júlio César de Noronha (1902–1906) e Veiga Miranda (1921–1922) no Ministério da Marinha, uma corrente do pensamento naval defendia a construção de um "Porto Militar" na Ilha Grande, próxima à atual localização do CNI. Este porto, associado a uma indústria siderúrgica, teria a infraestrutura moderna exigida pelas novas belonaves adquiridas ao longo da corrida armamentista naval da América do Sul. Para seus proponentes, seria a "Kiel da América do Sul", que protegeria a esquadra de um bloqueio à capital federal (o Rio de Janeiro) e isolaria os marinheiros da convulsão política e social daquela cidade. Os defensores do "Porto Militar" não prevaleceram sobre outra corrente, que preferia a renovação do Arsenal de Marinha do Rio de Janeiro (AMRJ) no interior da baía de Guanabara.
Quando a Marinha decidiu construir submarinos no Brasil, nos anos 1980, as oficinas do AMRJ foram adaptadas para submarinos. Foi ali que se construíram as classes Tupi e Tikuna, de projeto alemão (Tipo 209). Sua base, na sede do Comando da Força de Submarinos, era a Base Almirante Castro e Silva (BACS), na ilha de Mocanguê, ainda na baía de Guanabara.

### Contratos

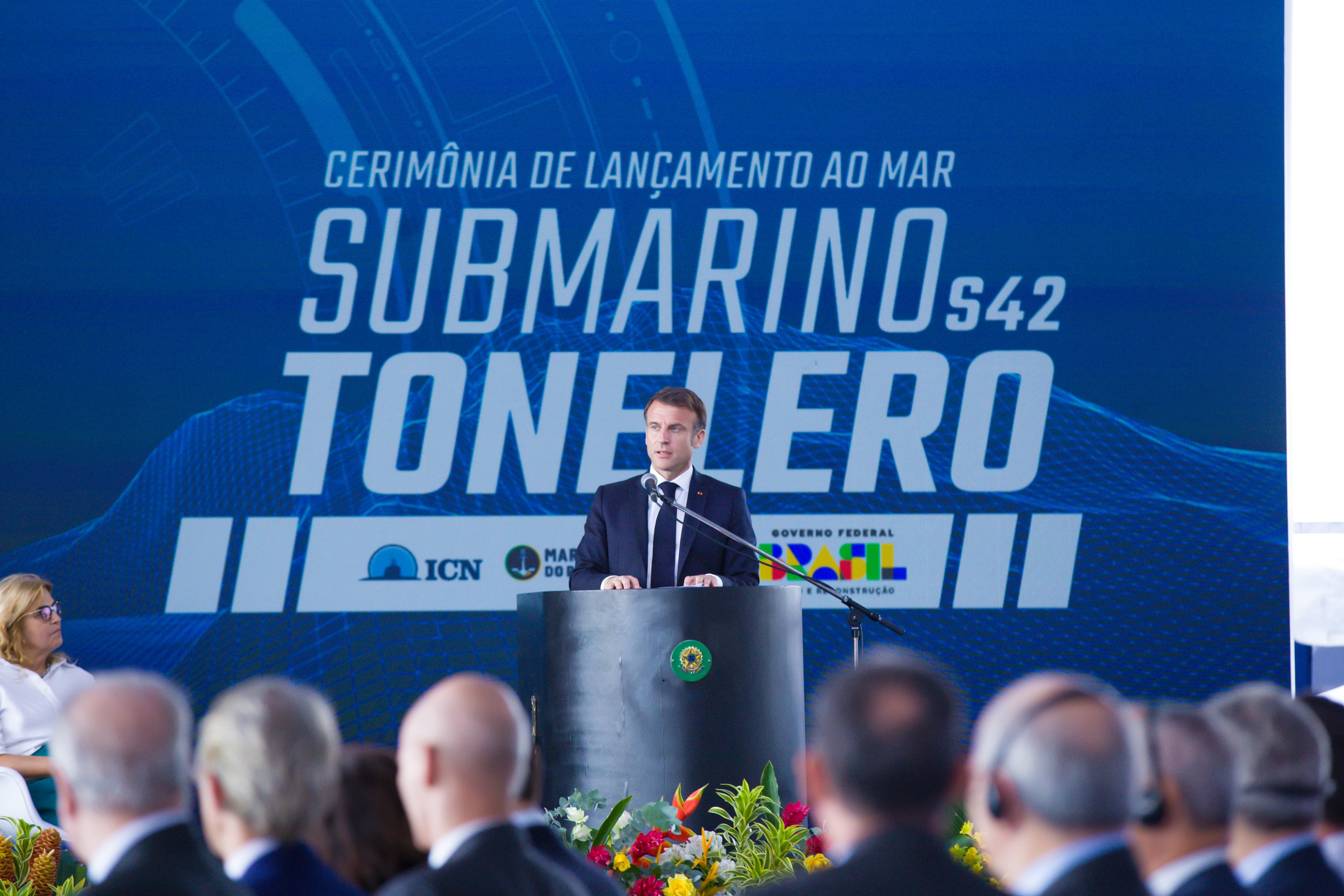
Presidente francês Emmanuel Macron no lançamento ao mar do submarino Tonelero (S-42) em Itaguaí (2024)

A ideia de uma base fora da baía de Guanabara voltou à pauta em 2008, quando foi criado o Programa de Desenvolvimento de Submarinos (ProSub). O projeto francês dos submarinos da classe Scorpène (designada Riachuelo no Brasil) seria construído num novo estaleiro e base naval (EBN), ao lado dos quais haveria uma unidade fabril, a Unidade de Fabricação de Estruturas Metálicas (UFEM). Escolheu-se situar o complexo às margens da baía de Sepetiba em Itaguaí, no Rio de Janeiro, por sua proximidade ao porto de Itaguaí, à Nuclebrás Equipamentos Pesados (Nuclep), estatal originalmente fundada para construir os cascos da classe Tupi, e à Base Aérea de Santa Cruz, a poucos minutos de viagem para os aviões da Força Aérea Brasileira. Anteriormente, chegou-se a considerar uma base no litoral de São Sebastião, em São Paulo.
A decisão já estava tomada desde 1993, e modelos da base naval existiam no Centro Tecnológico da Marinha em São Paulo (CTMSP) décadas antes do contrato de construção. Segundo a Marinha, "submarinos nucleares só podem ser construídos em estaleiros a isso dedicados e que atendam a requisitos tecnológicos e ambientais bastante específicos, que, hoje, não são atendidos por nenhum dos estaleiros existentes no Brasil. Além disso, a atual base dos submarinos convencionais, na Baía de Guanabara, sequer tem profundidade para um submarino desse tipo".
O projeto é uma parceria da iniciativa pública com grandes empresas nacionais e internacionais, cujo contrato foi assinado em 3 de setembro de 2009. Constituiu-se uma sociedade de propósito específico, a Itaguaí Construções Navais (ICN), com a participação acionária de 59% da Construtora Norberto Odebrecht e 41% da construtora naval francesa DCNS (atual Naval Group). A Marinha tem uma golden share, com capacidade de veto, através da Empresa Gerencial de Projetos Navais (Emgepron). A ICN é a construtora dos submarinos. Outra sociedade, o Consórcio Baía de Sepetiba, assessora a gestão do projeto, que é de responsabilidade de um órgão da Marinha, a Coordenadoria-Geral do Programa de Desenvolvimento do Submarino com Propulsão Nuclear (COGESN).

### Obras

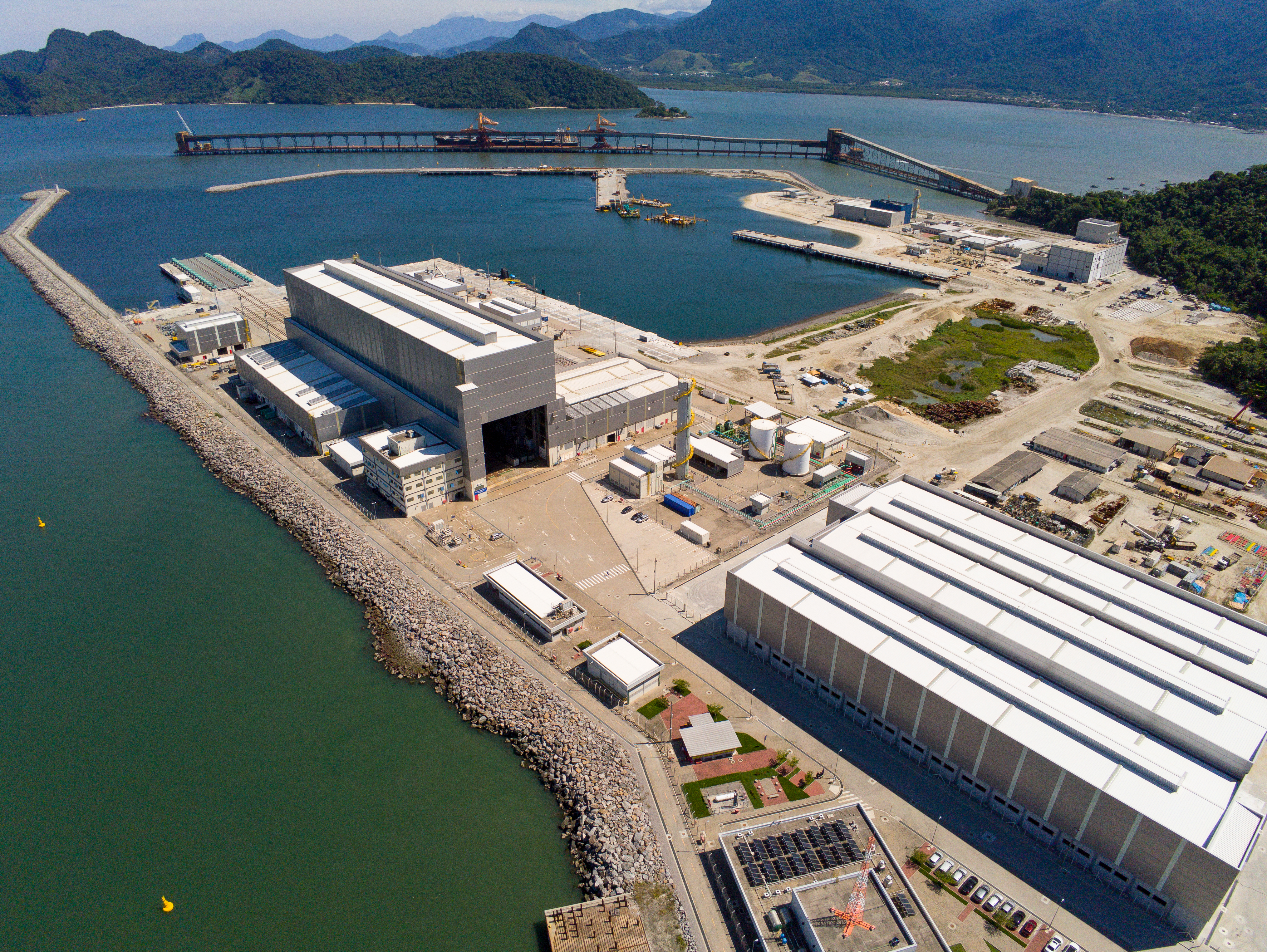
Estaleiro e base naval em obras

As obras em Itaguaí tiveram início no primeiro trimestre de 2010. Os trabalhos perpassam grandes escavações, drenagens e aterros, movimentando 300 mil metros cúbicos de terra e rocha. Do cais 13 em diante, toda a área sul é um aterro com areia oceânica, rochas e milhares de estacas em concreto para suportar as milhares de toneladas da obra. A área norte, no decurso das obras, serviu de canteiro industrial, onde estacas metálicas e blocos de concreto pré-moldado eram construídos e passavam por pontes rolantes e barcaças especiais até a área sul. Em 2011 a Odebrecht já havia empenhado seis pórticos rolantes, sete guindastes de grande capacidade, dez flutuantes de 900 toneladas, quatro rebocadores, quatro barcos de apoio, três martelos hidráulicos, um martelo vibratório e seis dragas.
O conceito inicial, ainda pouco específico, previa a conclusão das obras em dezembro de 2015, prontificando a UFEM até o final de 2012, o estaleiro até 2014 e a base naval até 2015. A UFEM foi inaugurada em 1.° de março de 2013. Os projetos básicos haviam progredido e estimava-se o término das obras para o final de 2021. A próxima inauguração foi do prédio principal do estaleiro de construção, em 12 de dezembro de 2014.
A inclusão do ProSub no Programa de Aceleração do Crescimento (PAC) não o poupou de um corte de 41% no seu orçamento em 2015. A crise econômica nacional atingiu também a Odebrecht, que baixou o número de engenheiros, técnicos e operários envolvidos no projeto de quatro mil a 1 200 ao final de 2015. Mais de 60% das obras foram concluídas até aquele ano, quando o ritmo das obras foi reduzido em 50%, conforme admitido pela Marinha. Os cortes também implicaram na simplificação da estrutura originalmente planejada. Ao mesmo tempo, surgiam suspeitas de irregularidades na construção dos estaleiros. A partir de 2016 a Odebrecht foi investigada pela Operação Lava Jato, e em junho o Tribunal de Contas da União informou que analisava processos relacionados à construção dos submarinos e do estaleiro, um dos quais apurava possíveis sobrepreços e outras irregularidades. A Marinha informou não ter encontrado irregularidades nas suas apurações internas, e negou que as investigações tivessem atrasado o cronograma. A sequência das obras foi readequada para priorizar a entrada em atividade dos submarinos convencionais: primeiro concluir os estaleiros e simuladores para só então consolidar o complexo radiológico e seus anexos.

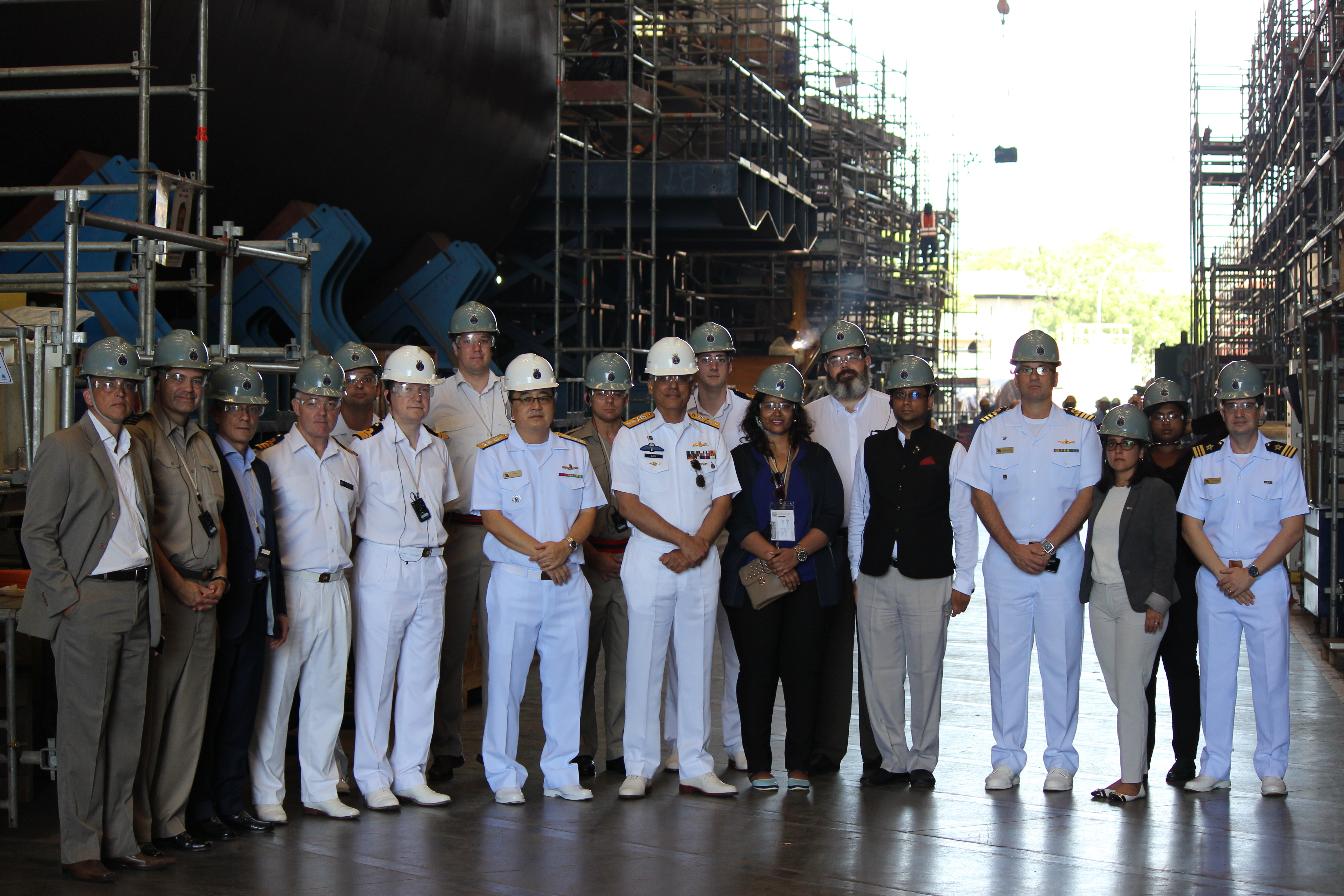
Visita de delegações estrangeiras da exposição LAAD Defense & Security (2019)

Em 2019 a conclusão das obras estava marcada para o final de 2021. A Base de Submarinos da Ilha da Madeira foi inaugurada em 17 de julho de 2020 e atracou submarinos no primeiro semestre de operação. Em 12 de julho de 2021 o Comando da Força de Submarinos foi transferido para a base nova, mas as instalações antigas na ilha de Mocanguê continuaram a operar. Em 2019 a mídia especializada divulgava que todos os submarinos, incluindo as classes Tupi e Tikuna, seriam concentrados em Itaguaí a partir de 2022, o que não chegou a ocorrer. A Base Almirante Castro e Silva ainda sedia as classes antigas de submarino.
A construção da EBN chegou a 77% da meta física em 30 de abril de 2024. O cronograma anterior, de conclusão das obras até 2025, havia sido estendido até 2031. O orçamento total estava em R$ 16,4 bilhões, dos quais dez bilhões haviam sido pagos até 2023.
Até 2023 foram construídos a UFEM, sete cais para submarinos e um cais auxiliar, o túnel de acesso entre as áreas norte e sul, o prédio principal, a mandrilhadora de alta capacidade do estaleiro de construção, uma linha de transmissão de 25 KV, o sistema de transferência dos submarinos, as oficinas e prédios administrativos do estaleiro de construção e centros integrados de controle de dados, de infraestrutura industrial e de operações de segurança. Em 2024 também foram entregues três torres meteorológicas, o canal de macrodrenagem S2, uma linha de transmissão de energia de 138 kV e uma oficina de apoio à manutenção de motores a diesel. O canal de macrodrenagem S2, a oficina de apoio à manutenção de submarinos, o centro de intendência, e os prédios do Esquadrão de Guerra Cibernética seriam concluídos para depois de 2025. Um complexo de manutenção especializada era esperado para 2033.

### Submarinos construídos
Quatro submarinos convencionais da classe Riachuelo e um submarino nuclear foram previstos na parceria estratégica Brasil-França de 2008. O programa de reaparelhamento naval projetava uma frota de 21 submarinos, mas nenhum lote adicional foi contratado desde então. Para ocupar o estaleiro quando faltarem encomendas do ProSub, considera-se a exportação de submarinos e/ou a construção de embarcações de superfície, como navios-patrulha, para a Marinha do Brasil.
Cada unidade da classe Riachuelo desloca 1 740 toneladas na superfície e mede mais de 70 metros de comprimento e seis metros de diâmetro de casco. No cronograma original, os quatro submarinos convencionais do contrato seriam lançados ao mar em 2015, 2017, 2019 e 2021. Por inexperiência da indústria brasileira, duas seções do casco foram construídas na França e entregues a Itaguaí em junho de 2013. Os demais cascos foram todos construídos no Brasil. Em 2014 a primeira unidade, o Riachuelo (S-40), já estava 45% concluída.
O lançamento do S-40 seria mais tarde esperado para janeiro de 2016, mas ao se aproximar a data, ela foi transferida para julho de 2018. Dentro do novo cronograma, outras unidades seriam lançadas em setembro de 2020, dezembro de 2021 e dezembro de 2022. Por fim, a cerimônia de lançamento do S-40 foi realizada a 14 de dezembro de 2018. Seguiram-se os lançamentos do Humaitá (S-41), em dezembro de 2020, e do Tonelero (S-42) em março de 2024. O Almirante Karam (S-43) estava em fase final de produção em outubro de 2024. Após o lançamento, cada submarino passa por testes de porto e de mar antes da entrega definitiva ao setor operativo da Marinha. O S-40 foi incorporado à Esquadra em 1.° de setembro de 2022, seguido pelo S-41 em janeiro de 2024. O atraso médio ao cronograma inicial foi de cinco anos.
Para o submarino nuclear, que é o objetivo máximo do ProSub, o primeiro cronograma era para o início da construção em 2016 e conclusão em 2020. Contínuos atrasos empurraram o início da construção do casco para 2025, o lançamento para 2033 e a entrega para 2036, no cronograma disponível em 2024. Em 2025 a imprensa já noticiava um possível atraso até cerca de 2040, dadas as atuais condições orçamentárias.

## Estruturas

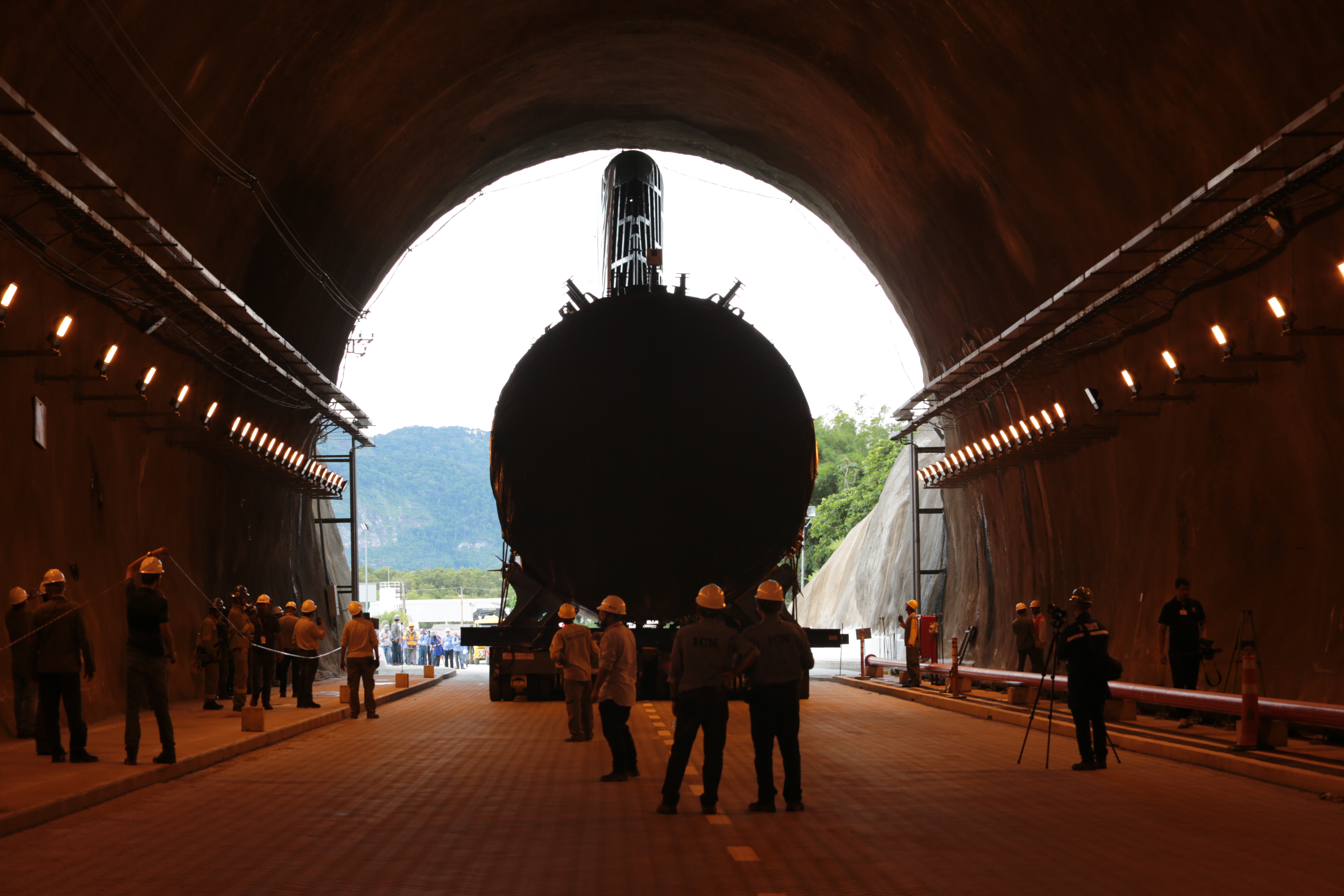
Seção do Riachuelo no túnel entre as áreas norte e sul

O CNI situa-se na região da ilha da Madeira, em Itaguaí, a cerca de 70 quilômetros da cidade do Rio de Janeiro. A conexão rodoviária se dá pela rodovia Rio-Santos. A área total é citada em 610 mil metros quadrados, dos quais 300 mil são de área construída, ou 750 mil metros quadrados. Ela se divide em três áreas, a UFEM, área norte e área sul. Dependendo da fonte, o Estaleiro e Base Naval (EBN) compreendem as áreas norte e sul ou apenas a área sul.
A entrada rodoviária está na UFEM, de onde uma Via Litorânea de 3,5 quilômetros de extensão, preparada para suportar o peso dos submarinos, conecta à área norte. O acesso à área sul se dá por um túnel de 703 metros de comprimento e 14 metros de diâmetro. Sua largura e altura são suficientes para a passagem dos submarinos, montados em transportadoras especiais. O Estaleiro de Construção, na área sul, está a cerca de cinco quilômetros da UFEM.

### UFEM

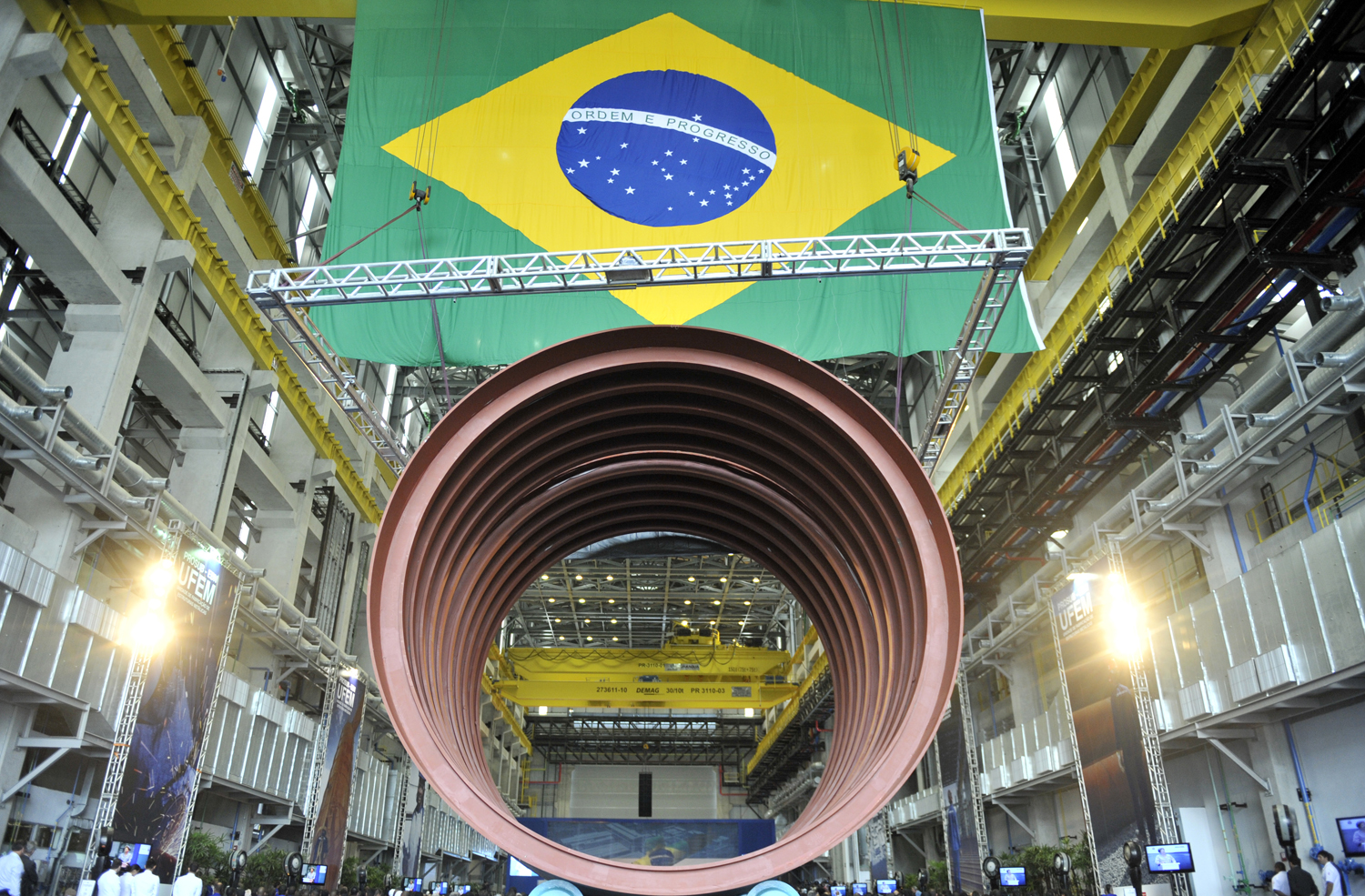
Seção de submarino na UFEM

A Unidade de Fabricação de Estruturas Metálicas tem 45 edificações numa área de 97 mil metros quadrados, da qual 57 mil são de área construída. Ela se divide numa área administrativa, prédio principal e almoxarifado. A área administrativa tem o prédio da administração, castelo d'água, ambulatório, paiol de inflamáveis, portarias principal e de cargas e escola de soldagem, onde os operários são instruídos numa réplica de uma seção de proa. O prédio principal tem as oficinas para a fabricação, montagem e instalação dos componentes internos. A unidade é vizinha à Nuclep, onde são construídas e pintadas as subseções cilíndricas do casco, que são posteriormente alinhadas e unidas em quatro seções. Estas são então transferidas à UFEM para a montagem dos componentes internos.

### Área norte

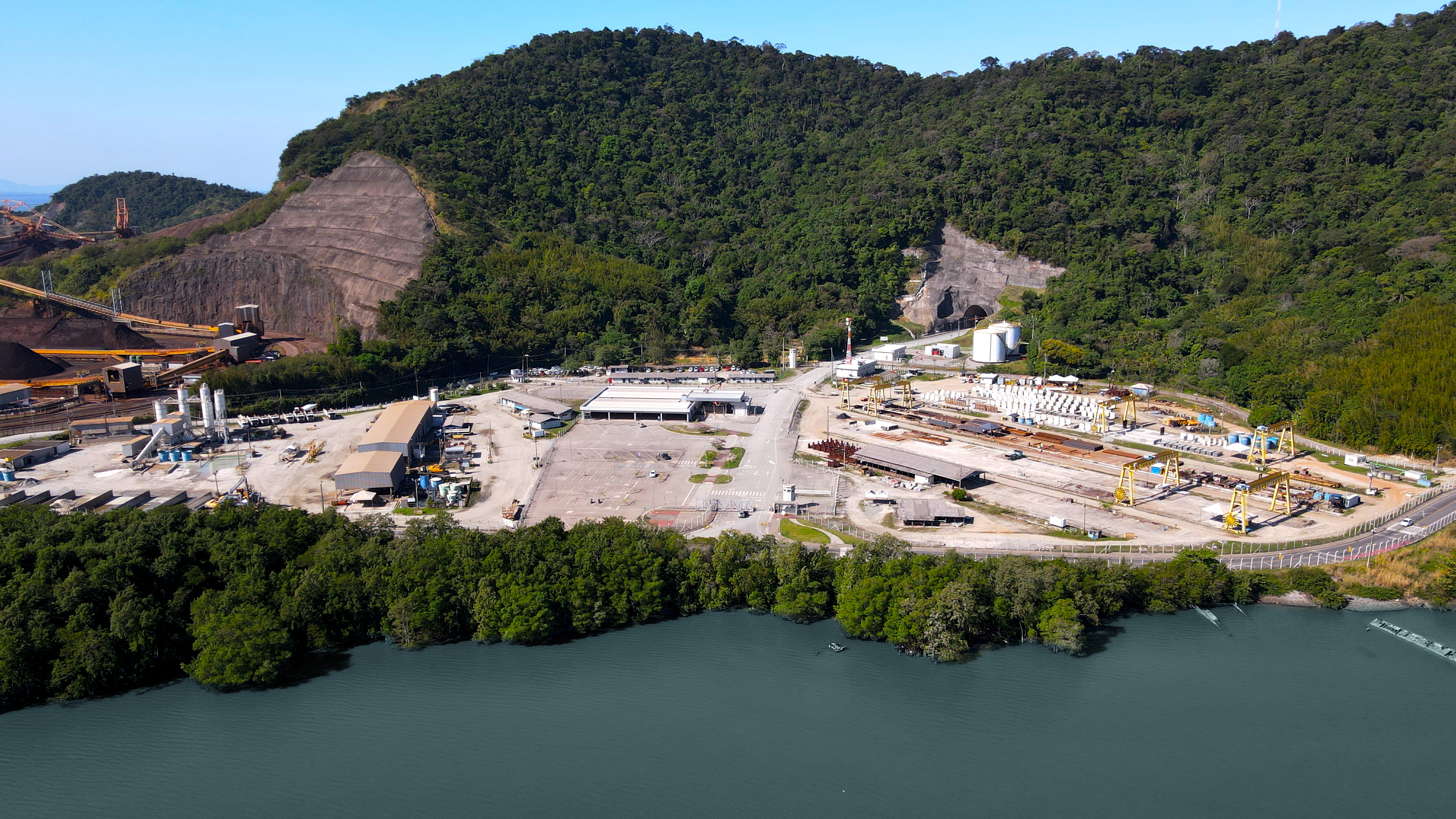
Vista aérea

Esta área mede 103 mil metros quadrados e contém os setores de apoio e portaria, com serviços para oficiais e visistantes. Planejaram-se para ela um terminal rodoviário, controles de acesso, escritórios, área administrativa, Centro de Descontaminação Radiológico, Laboratório de Monitoramento Ambiental, Hotel de Trânsito e Centro de Intendência da Marinha, entre outras instalações. Ali estará sediado um batalhão de fuzileiros navais especializado em defesa nuclear, química, biológica e radiológica, encarregado da proteção e esposta a emergências no CNI. Este era um de vários planos de expansão do Corpo de Fuzileiros Navais nos anos 2010, e como os demais, foi atrasado pela crise orçamentária.

### Área sul

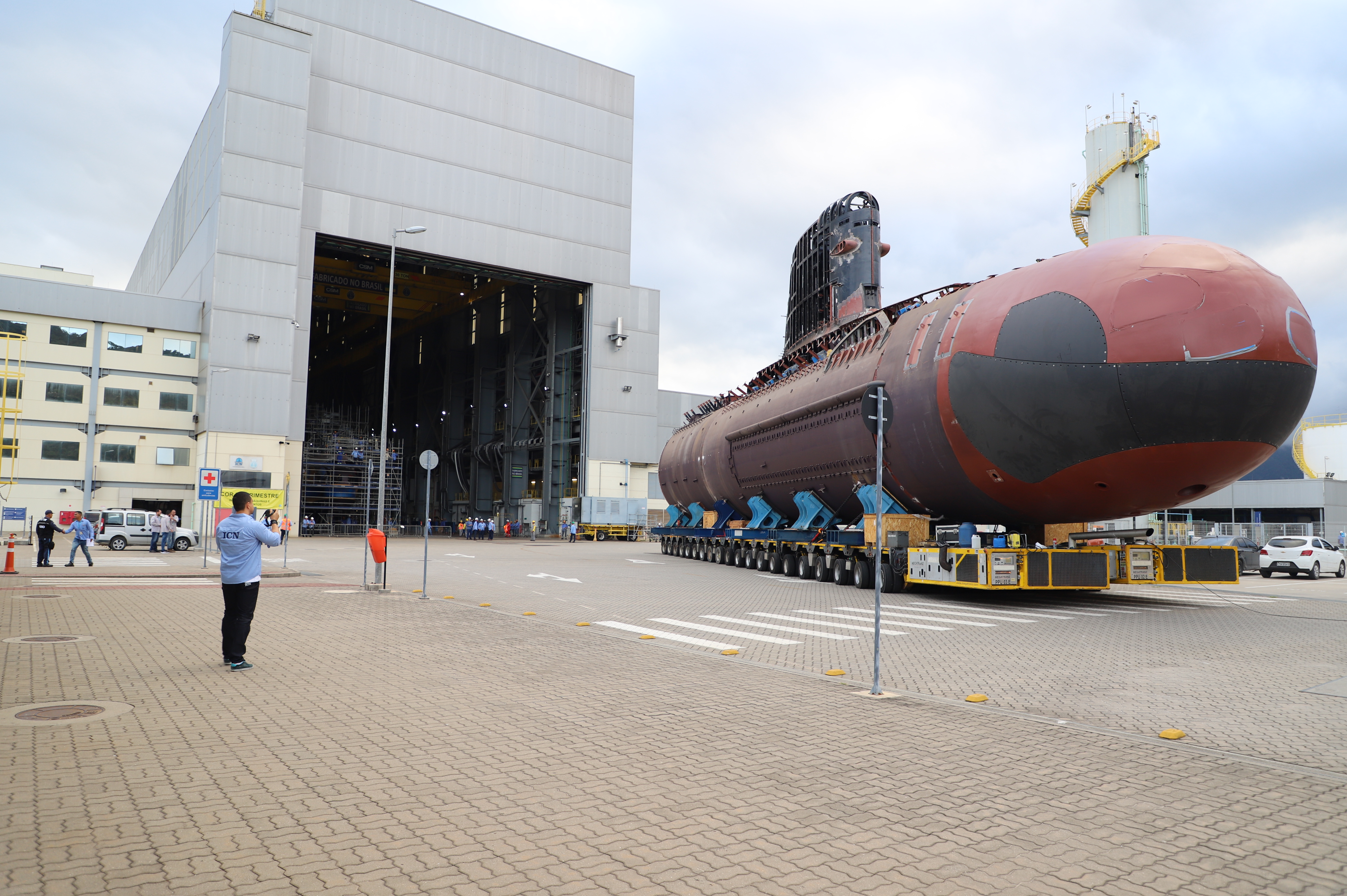
Almirante Karam, antigo Angostura (S-43), no Estaleiro de Construção

Esta área mede 487 mil metros quadrados e compreende dois estaleiros, um de construção (ESC) e outro de manutenção (ESM), a Base de Submarinos da Ilha da Madeira (BSIM) e o Complexo de Manutenção Especializada (CME). O galpão principal do ESC é o maior prédio do complexo, medindo 160 metros de comprimento, 33 metros de largura e 52 metros de altura, o suficiente para acomodar dois submarinos ao mesmo tempo. O ESC unifica as seções de submarino e servirá também para a instalação da propulsão no submarino nuclear. Ele é vizinho a um elevador de submarinos com 110 metros de comprimento por 20 metros de largura, suportando pesos de até oito mil toneladas. O CME, anteriormente denominado Complexo Radiológico, é onde serão feitas as trocas do combustível nuclear. Ele é interligado a duas docas secas e dois cais de apoio e tem também uma unidade móvel, em estrutura blindada, para acesso ao reator dentro do submarino.
A BSIM tem a função oficial de "prover facilidades de atracação, infraestrutura e apoio administrativo aos navios subordinados ao Comando da Força de Submarinos; segurança de áreas e instalações do Complexo Naval de Itaguaí, incluindo os perímetros marítimo, terrestre e áreas comuns, em coordenação com as demais OMs [Organizações Militares] e empresas sediadas no complexo, além de oferecer apoio básico de saúde". O conjunto de infraestruturas navais na área sul compreende dez cais e duas docas com 140 metros de extensão, podendo atracar até dez submarinos (seis nucleares e quatro convencionais), um navio de socorro de submarinos, três rebocadores portuários, uma lancha de apoio ao mergulho e uma embarcação de recolhimento de torpedos.

## Efeitos sociais

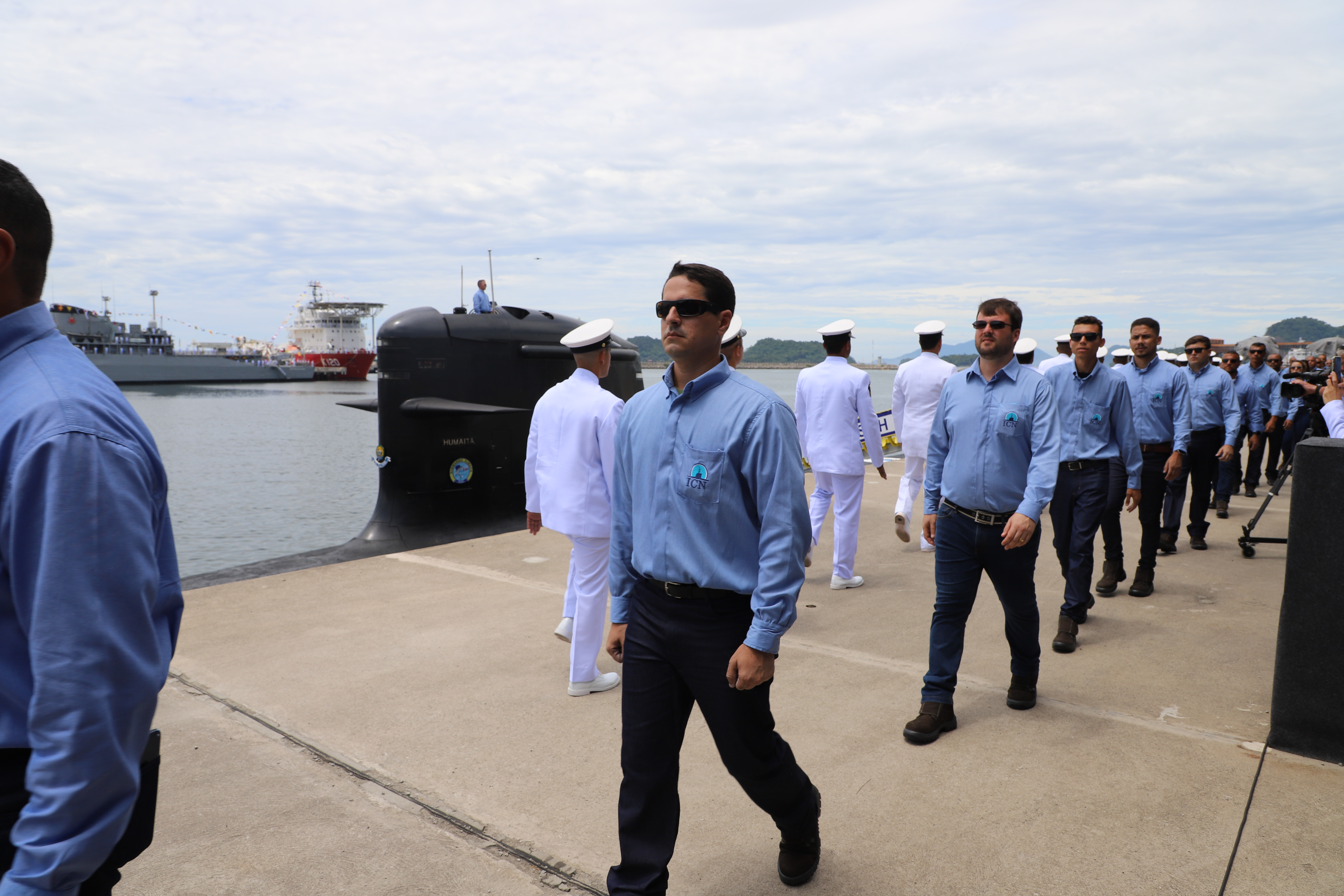
Funcionários da Itaguaí Construções Navais na cerimônia de comissionamento do Humaitá (S-41)

O CNI é todo um complexo militar-industrial cuja instalação em Itaguaí, prometem os condutores do ProSub, desenvolverá a região e beneficiará sua população. Pelos cálculos da Marinha, o ProSub no auge terá gerado 22 017 empregos diretos e quase 40 000 indiretos, incluindo 13 717 diretos e 6 469 indiretos na construção da EBN e UFEM. Está previsto que o complexo em si albergue cerca de cinco mil famílias de militares e funcionários civis. As bases da Marinha em outras localidades são a referência para o impacto social esperado.
A Marinha do Brasil, em parceria com as empresas envolvidas no programa, tem vindo a empreender diversas ações voltadas para a melhoraria da qualidade de vida da população de Itaguaí e seus arredores: o Programa Acreditar, para a capacitação de trabalhadores na construção civil, naval e outras áreas, a Educação Ambiental para os trabalhadores da obra, o Programa Alimento Justo, que incentiva a agricultura familiar, o Programa Inglês num Click voltado para o ensino da língua inglesa, o Programa Caia na Rede, de alfabetização digital gratuita, entre outros.
O ProSub influenciou a Nuclep, que é vizinha ao CNI. A Associação de Empregados da Nuclep protestou em abril de 2016 contra o que chamou de "militarização" da empresa, temendo que um aumento de controle pela Marinha levasse a demissões em massa quando faltassem obras, como ocorrido na Emgepron.

## Segurança e gestão ambiental

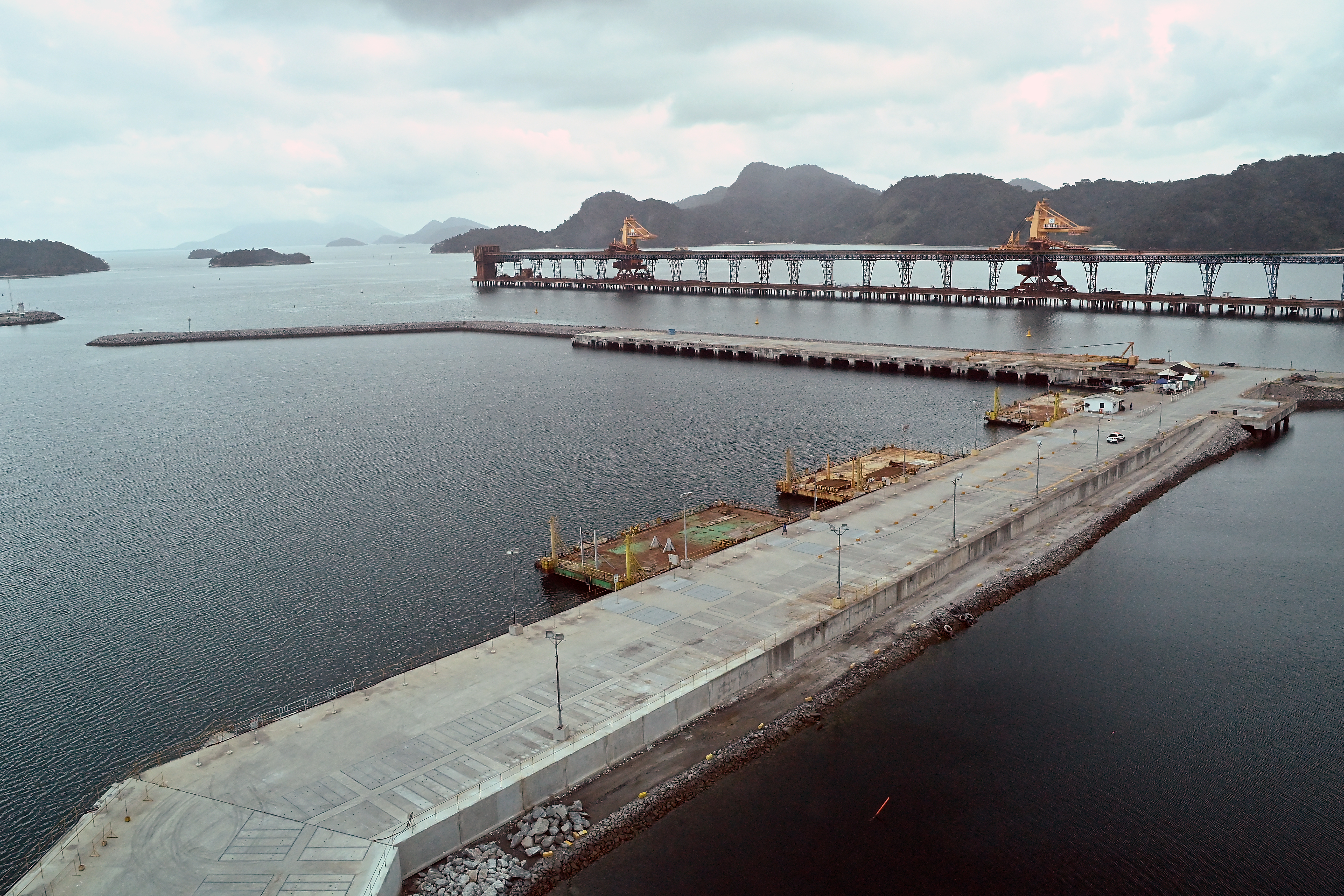
Cais da área sul

O ProSub possui um Plano Básico Ambiental, o qual abrange as áreas de influência direta e indireta da obra, através da promoção de monitoramentos e controles da qualidade do ar, da água, da fauna, da poluição sonora, dos resíduos, entre outros. Este plano decorre do Estudo de Impacto Ambiental, estabelecendo 46 projetos, subprojetos e ações focados no impacto do empreendimento a nível ambiental e socioeconômico na região em que está inserido. O estudo concluiu que o projeto alteraria as correntes marítimas, condições de tráfego náutico e ambientes marinhos na área, mas é ambientalmente viável.
As ações realizadas vão desde o gerenciamento dos resíduos sólidos provenientes das obras do complexo até ao monitoramento da fauna terrestre e marinha devido ao impacto causado pelo empreendimento, havendo ainda a instalação de diversos equipamentos de medição da qualidade do ar ou do ruído, tudo áreas que podem sofrer impactos causados pelos trabalhos no complexo industrial-militar. Todos os relatórios são enviados ao Instituto Brasileiro do Meio Ambiente e dos Recursos Naturais Renováveis (IBAMA), o órgão licenciador da obra, fazendo com que seja auferido que todos os requisitos estabelecidos pela legislação ambiental estejam a ser cumpridos.
A obra dragou 8,5 milhões de metros cúbicos de sedimentos da baía de Sepetiba, grande parte dos quais estavam contaminados por metais pesados desde a operação passada, na mesma região, da indústria metalúrgica Ingá. O material contaminado foi enterrado em geotubos numa vala com sete metros de profundidade. Para compensar o impacto à vegetação local, plantaram-se mais de 195 mil metros quadrados de espécies da Mata Atlântica.
Dois quebra-mares na entrada e saída são dimensionados para reduzir o impacto de um tsunami. Atenção especial foi dada aos sistemas que envolvem material nuclear, através de redundâncias funcionais e resistência a todas ações climáticas, incluindo sismos com tempo de recorrência de dez mil anos. O abastecimento ininterrupto de energia elétrica é imprescindível para a segurança radiológica: o EBN tem um fornecimento normal de eletricidade, uma linha exclusiva de transmissão e, no caso de um apagão nacional do sistema, geradores no complexo radiológico. A altitude do CME/complexo radiológico em relação ao nível do mar foi definida a alguns metros mais alto do que os demais componentes do complexo.

### Citações
1. ↑  Martini (2017), p. 130, 133, 137, 139.
2. ↑  Galante & Martini (2017–2018), Parte 5.
3. 1 2  Agência Marinha (2024).
4. 1 2  ComForSub (2021).
5. 1 2 3 4  Galante & Martini (2017–2018), Última parte.
6. 1 2  Caiafa (2016), p. 18.
7. 1 2 3 4 5 6 7 8  Padilha (2012).
8. 1 2 3 4 5 6 7  Scott (2019), p. 187.
9. 1 2 3 4 5 6 7 8  Caiafa (2016), p. 22.
10. 1 2  Diehl & Fujii (2008).
11. 1 2  MD (2009).
12. 1 2 3 4 5  MB (2019), p. 139.
13. ↑  Caiafa (2016), p. 18-19.
14. 1 2  Silveira (2015).
15. 1 2  Scott (2019), p. 186.
16. 1 2 3 4  Caiafa (2016), p. 23.
17. 1 2 3 4 5  Techno News (2011), p. 7.
18. 1 2 3 4  Caiafa (2016), p. 20.
19. 1 2  Techno News (2011), p. 8.
20. ↑  Oliveira (2013).
21. ↑  Lourenço (2013).
22. 1 2  Lisboa (2014).
23. ↑  Caiafa (2016), p. 22-23.
24. ↑  Lopes (2018).
25. 1 2  Petronotícias (2020).
26. ↑  Lopes (2019).
27. 1 2 3 4 5  Oliveira (2024).
28. 1 2  Salles & Galante (2023), p. 31.
29. ↑  Braga (2017).
30. ↑  Godoy (2023).
31. 1 2  Mathias (2022).
32. 1 2  Galante (2025).
33. ↑  Nomar (2013).
34. 1 2  Scott (2019), p. 188.
35. ↑  Exame (2014).
36. ↑  Barreira (2017).
37. 1 2  Veja (2018).
38. ↑  Martini (2020).
39. ↑  ICN (2024).
40. ↑  Portos e Navios (2025).
41. ↑  CNN (2025).
42. 1 2 3  Caiafa (2016), p. 19.
43. 1 2  Caiafa (2016), p. 21.
44. ↑  PROSUB, UFEM (s/d).
45. ↑  Caiafa (2016), p. 19-20.
46. 1 2 3  Moralez (2023).
47. ↑  Lopes (2015).
48. 1 2 3  Andrade et al. (2018), p. 43.
49. 1 2  PROSUB, Responsabilidade social (s/d).
50. ↑  Gandra (2016).
51. 1 2  PROSUB, Gestão ambiental (s/d).
52. ↑  Techno News (2011), p. 9.